# Maria de Rússia (duquessa de Beauharnais)

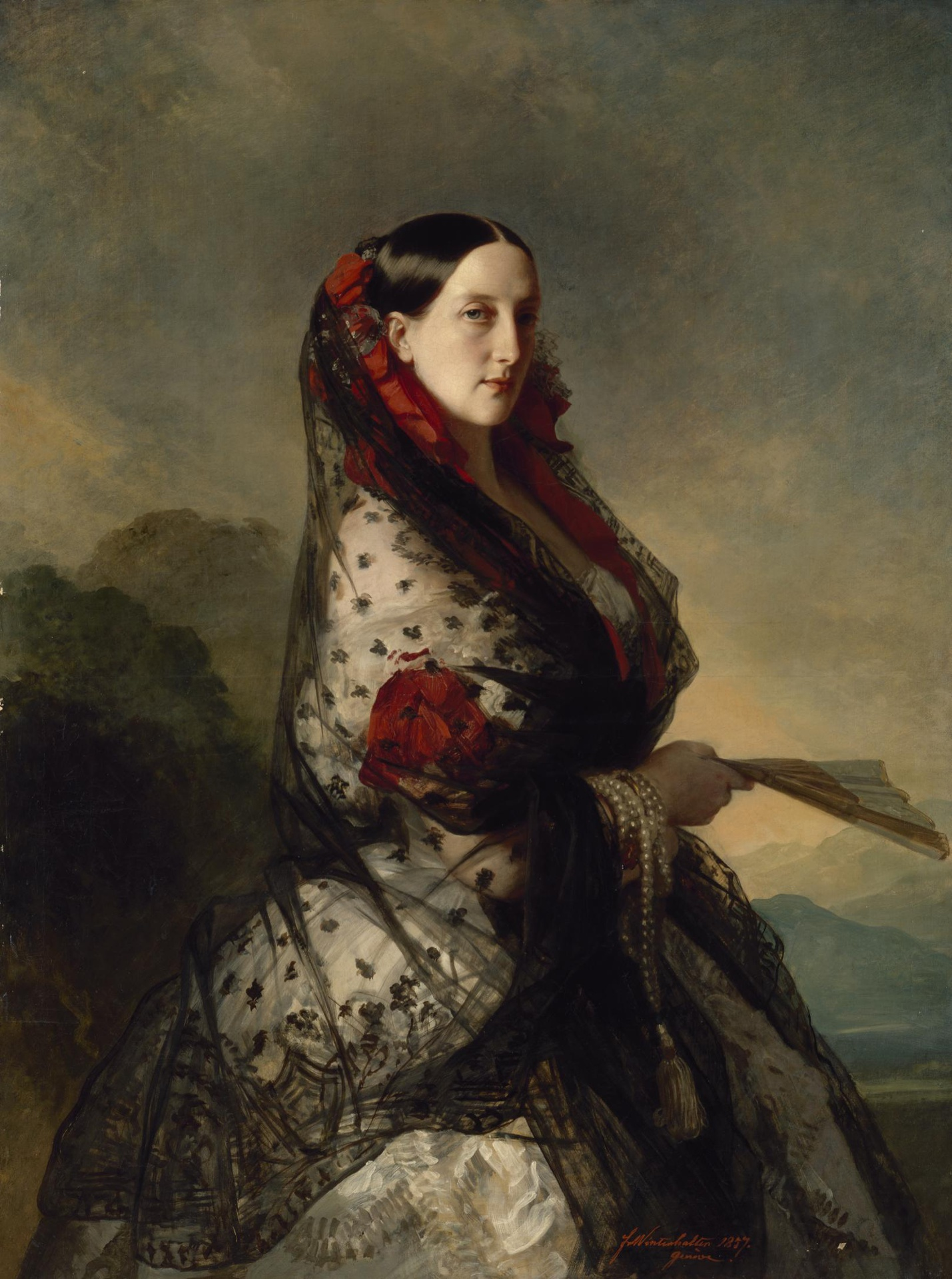
Retrat de Maria de Rússia, obra de Franz Xaver Winterhalter.

Maria de Rússia, duquessa de Leuchtenberg (Pavlovsk 1819 - Sant Petersburg 1876). Gran duquessa de Rússia amb el tractament d'altesa imperial que esdevingué duquessa de Leuchtenberg en casar-se amb el duc Maximilià de Leuchtenberg.

## Orígens familiars
Nascuda a Pavlovsk el dia 18 d'agost de 1819 essent filla del tsar Nicolau I de Rússia i de la princesa Carlota de Prússia. Maria era neta per via paterna del tsar Pau I de Rússia i la duquessa Sofia de Württemberg; mentre que per via materna era neta del rei Frederic Guillem III de Prússia i de la princesa Lluïsa de Mecklenburg-Strelitz.

## Núpcies i descendents
El dia 2 de juliol de 1839 contragué matrimoni a Sant Petersburg amb el duc Maximilià de Leuchtenberg, fill del duc Eugeni de Beauharnais i de la princesa Augusta de Baviera.
El matrimoni no estigué exempte de polèmica. D'una banda, entre Maria i Maximilià existia una important diferència social, ja que mentre Maria era filla del tsar de Rússia i altesa imperial per propi dret, Maximilià era membre d'una branca secundària de la família reial bavaresa amb el simple tractament d'altesa sereníssima. I de l'altra, mentre Maximilià era catòlic, Maria era ortodoxa. A diferència d'allò que hom pot pensar, els impediments més importants foren els posats per la mare de Maximilià, la princesa Augusta de Baviera, que no acceptava que el seu fill esdevingués ortodox. A més a més, cal tenir en compte que Maximilià era per naixement un Beauharnais i, per tant, pertanyent a la família imperial francesa (Els Bonaparte) cosa que disgustava profundament al tsar.
Malgrat tot, l'amor en què caigueren Maximilià i Maria fou tal que la gran duquessa Olga de Rússia escrigué al seu diari personal: En quatre dies fou clar que en Max i la Maria eren un per l'altre.
La parella s'establí al Palau Mariinsky de Sant Petersburg. Tant Maximilià com Maria eren uns grans apassionats de l'art i el col·leccionisme. Aviat aconseguiren amassar una important col·lecció i en honor d'aquest fet, Maximilià fou nomenat President de l'Acadèmia de les Arts.
L'1 de novembre de 1852 moria a Sant Petersburg el duc Maximilià. Maria es casà de nou el 1854 amb el comte Griogori Stroganov. El fet que fos una unió morganàtica feu que s'hagués de mantenir en secret fins a la mort del pare de Maria, el tsar Nicolau I de Rússia. Fruit d'aquesta unió, la gran duquessa Olga de Rússia escrigué al seu diari personal: Sense cap mena de dubte ella és la que té més talent d'entre tots els meus germans; ara bé, també és la que té menys desenvolupat el sentit del deure.
L'any 1862 adquirí la Vil·la Quarto de Florència on s'instal·là. La vil·la havia estat de Jeroni Bonaparte. A Florència es dedicà a visitar col·leccions públiques i privades d'art i adquirir una gran quantitat de peces que serví per redecorar les seves residències a Rússia.
El dia 21 de febrer de 1876 morí a Sant Petersburg a l'edat de 56 anys. A la seva mort, la seva important col·lecció d'art fou dividida entre els seus descendents i l'any 1913 s'establí un llegat que portà el seu nom: Llegat de la Gran duquessa Maria Nikolaievna. Amb la revolució russa la col·lecció fou dispersada pel món i actualment podem trobar peces a Viena, als Estats Units, a Moscou i a Sant Petersburg.
- SAI la princesa Alexandra de Rússia, nada a Sant Petersburg el 1840 i morta el 1843.

- SAI la princesa Maria Romanovsky, nada a Sant Petersburg el 1841 i morta a Karlsruhe el 1914. Es casà a Sant Petersburg el 1863 amb el príncep Guillem de Baden.

- SAS el duc Nicolau de Leuchtenberg, nat a Sergeievskoie el 1843 i mort a París el 1891.

- SAI la princesa Eugènia Romanovsky, nada a Sant Petersburg el 1845 i morta a Biarritz el 1925. Es casà a Sant Petersburg el 1868 amb el duc Alexandre d'Oldenburg.

- SAS el príncep Eugeni de Leuchtenberg, nat a Sant Petersburg el 1847 i mort a Sant Petersburg el 1901. Es casà a Florència amb Daria Opotchinina, creada comtessa de Beauharnais i en segones núpcies a Peterhof amb Zinaida Skobeleva, creada comtessa de Beauharnais i duquessa de Leuchtenberg.

- SAI el príncep Sergi Romanovsky, nat a Sant Petersburg el 1849 i mort en acció a Rustchuk el 1877.

- SAS el duc Jordi de Leuchtenberg, nat a Sant Petersburg el 1852 i mort a París el 1912. Es casà a Stuttgart el 1879 amb la duquessa Teresa d'Oldenburg i posteriorment, el 1889 a Peterhof amb la princesa Anastàsia de Montenegro.